# 해리슨 페이지
해리슨 페이지(Harrison Page, 1941년 8월 27일 ~ )는 미국의 영화배우, 텔레비전 배우이다.
애틀랜타에서 태어났다.

## 영화
- 데드랜드 (2009년) - 레드 역
- 킹스 고질라 (2001년)
- ER (1994년)
- 카르노사우르 (1993년)
- 로 앤 크라임 (1993년)
- 코작 (1973년)
- 인형의 골짜기를 넘어서 (1970년)